# エリザヴェータ・アレクセーエヴナ
エリザヴェータ・アレクセーエヴナ（ロシア語: Елизавета Алексеевна, ラテン文字転写: Elisaveta Alexeievna, 1779年1月24日 - 1826年5月4日）は、ロシア皇帝アレクサンドル1世の皇后。カールスルーエで、バーデン辺境伯女ルイーゼ・マリー・アウグステ・フォン・バーデン（Luise Marie Auguste von Baden）として生まれた。

## 生涯

### 幼少期
バーデン辺境伯子カール・ルートヴィヒとその妻でヘッセン＝ダルムシュタット方伯ルートヴィヒ9世の娘であるアマーリエの第3子として生まれる。温かな家庭に育ち、結婚後も母や兄弟たちと文通を続けていた。孫息子アレクサンドルの花嫁を探していた、女帝エカチェリーナ2世がバーデン辺境伯家の姫たちに目をとめたことから、13歳で妹フリーデリケとともにロシアへ招待された。
あらためて2人と面会し、女帝はルイーゼの方を気に入った。美しさばかりでなく彼女の機知と思いやりある性格を見たのである。ルイーゼも、長身で美男のアレクサンドルに心を奪われた。はじめ、アレクサンドルは恥ずかしがって口をきかないため、ルイーゼは彼に嫌われていると勘違いしたという。1793年9月28日にルイーゼは14歳で正教に改宗し、名をエリザヴェータ・アレクセーエヴナと改名、15歳の大公と婚配式を挙げた。女帝は「まるでプシュケとクピドの結婚のよう」とリーニュ公へ書き送っている。
若くして結婚したため、エリザヴェータは宮廷での役割がなく、外国から嫁いだ彼女に宮廷は冷たかった。しかし成長するにつれ、花が開花していくようにエリザヴェータが美しくなっていくと、宮廷の注目を集め、エカチェリーナ女帝の若い愛人プラトン・ズーボフが彼女を誘惑しようとさえした。

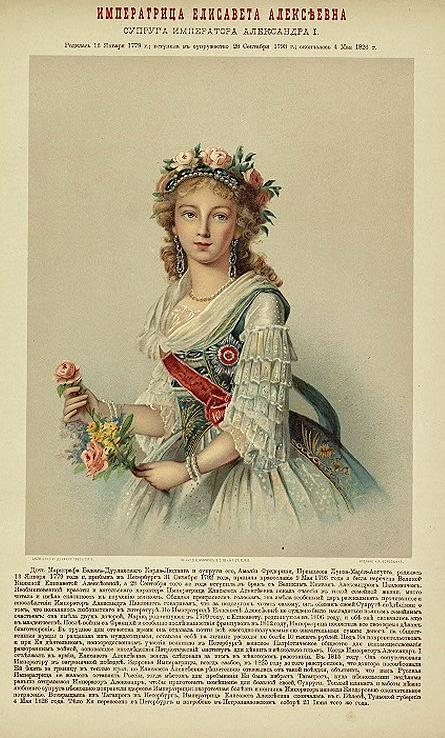
エリザヴェータ

妹フリーデリケがバーデンへ帰国すると、エリザヴェータの孤独感とホームシックは一層つのった。召使いや女官たちにすら心が開けず、夫アレクサンドルの不在時にはふさぎこんだ。結婚後1年しても懐妊の兆しのないエリザヴェータに、女帝はすっかり失望してしまった。1796年に義父パーヴェル1世が即位すると、彼を嫌うエリザヴェータは宮廷に顔出しすることすら減っていった。
アレクサンドルとの結婚生活は悪化していった。彼は妻を放任していた。孤独に耐えかねたエリザヴェータは、はじめ女友達のゴロヴィナ女伯との友好が慰めだった。のち、夫帝の「若き友人」の一人でポーランド貴族のアダム・イエジィ・チャルトリスキ公爵と関係を持つようになった。2人の関係はおよそ3年続いた。
結婚後5年以上して、1799年5月にエリザヴェータはマリア・アレクサンドロヴナ大公女を出産した。宮廷では、父親はチャルトリスキと噂された。洗礼式の時に初めて孫娘を見た皇帝パーヴェル1世は、黒髪と茶色の目をした赤ん坊を見て仰天した。エリザヴェータとアレクサンドルは、ともにブロンドの髪と青い目の持ち主だったからである。エリザヴェータはそれから間もなく、愛人と我が子の両方を失うことになる。チャルトリスキは外交官として国外へ派遣され、マリアは乳児のうちに死んだ。

### 皇后

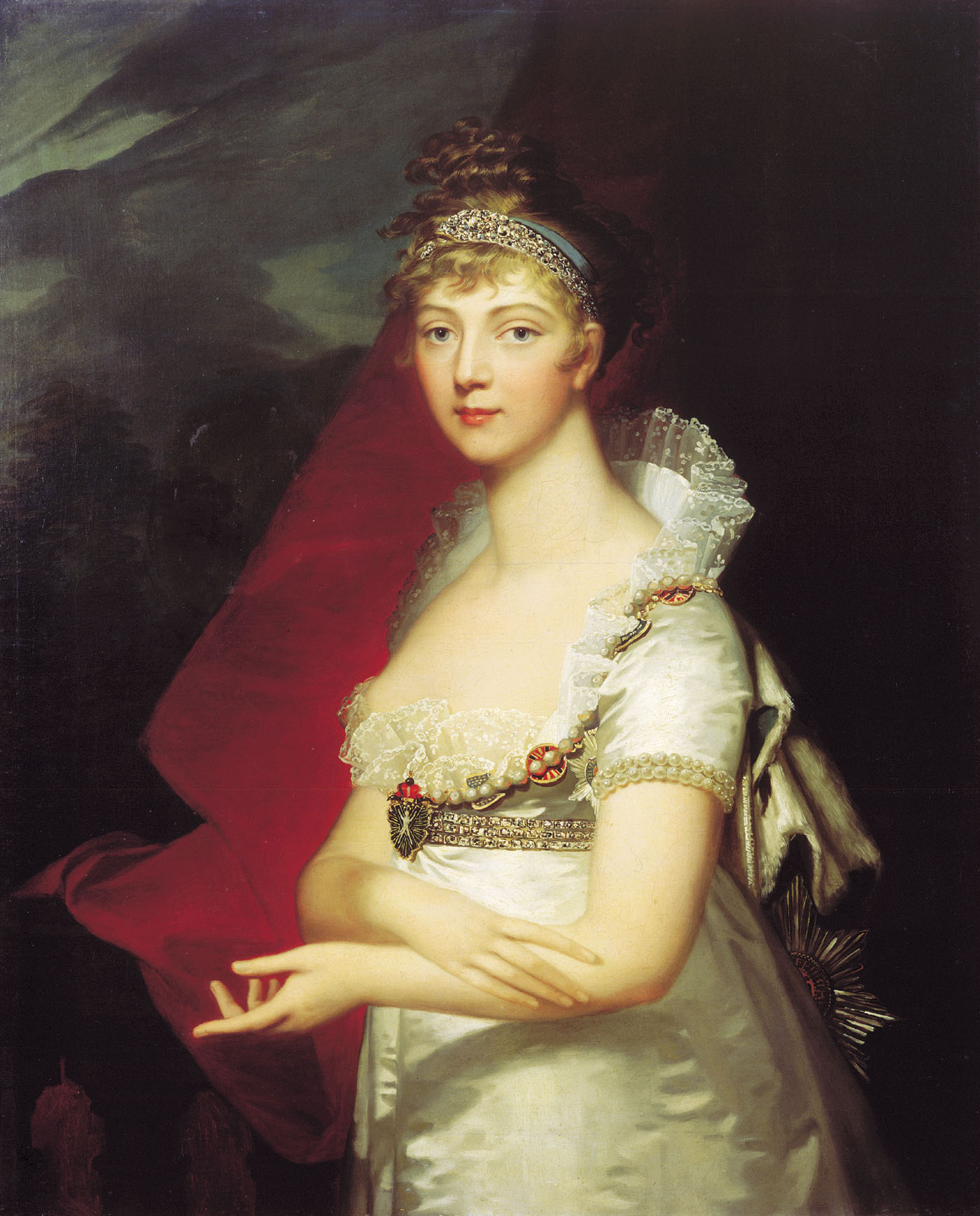
エリザヴェータ皇后（1807年）

パーヴェル1世が暗殺され、アレクサンドルが即位すると、彼は妻への扱いを変えた。公の場で皇后に丁寧に接し、彼女と食事をともにするよう努力したのだった。エリザヴェータも夫に対して優しく接し、休みなしに彼に仕えた。1803年にアレクサンドルはポーランド王族マリア・チェツェティンスカ（ナリシキン大公ドミトリーの妻）を愛妾にし、2人の関係は15年以上続いた。
エリザヴェータは夫の即位後に帰国したチャルトリスキと再び関係を持つようになり、後に士官のアレクセイ・オコトニコフに心を移した。1806年11月、エリザヴェータは第2子エリザヴェータ・アレクサンドロヴナ皇女を出産した。父親はオコトニコフだった。翌年になり、オコトニコフは急死した。皇帝アレクサンドルかその弟コンスタンチン大公が殺すよう依頼したのだと噂された。エリザヴェータは「リシンカ」と呼ぶ愛娘に愛情を注いだが、この娘も生後わずか15ヶ月で亡くなった。
次女の死後、エリザヴェータは夫のもとに再び戻った。彼女はまだ30歳にもならず、まだ2人には子供が生まれると思っていた。ナポレオン戦争の間、彼女は皇帝を私的にも公的にもサポートし続けた。ウィーン会議で再会したチャルトリスキと一時期よりを戻したが、エリザヴェータは夫を選んだ。1819年にアレクサンドルは愛妾マリア・ナリシキナとの関係を絶ち、2人はようやく正常な夫婦と呼べる関係に戻った。可愛がった庶子ソフィア・ナリシキナの死を悲しむ皇帝にエリザヴェータは同情し、寄り添った。
1825年10月、肺を病んだエリザヴェータは、温暖なアゾフ海沿岸の町タガンログへの休暇を医師から勧められた。アレクサンドルも同行し、2人は休暇を楽しんだ。11月、クリミア訪問からタガンログへ戻ったアレクサンドルは風邪をひいていた。不幸なことに彼はチフスを発症し、12月にエリザヴェータの腕の中で亡くなった。
1826年5月の朝、エリザヴェータはベッドの上で既に冷たくなっているのを、侍女に発見された。心臓の衰弱による死だった。